# Gen supressor de tumors
Un gen supressor de tumors, gen oncoinhibidor o antioncogen és un gen que redueix la probabilitat que una cèl·lula d'un organisme multicel·lular es transformi en una cèl·lula cancerosa. Els gens supressors de tumors es troben a les cèl·lules normals i normalment inhibeixen la proliferació cel·lular excessiva. Una mutació o una deleció d'un gen supressor tumoral augmentarà la probabilitat que es produeixi un tumor, en perdre la seva funció. D'aquesta manera, un gen supressor tumoral alterat és similar a un oncogèn.
En les cèl·lules normals, les proteïnes codificades pels gens supressors de tumors aturen el cicle cel·lular quan hi ha danys a l'ADN o quan hi ha la presència de senyals de supressió del creixement provinents del medi extracel·lular. Quan els gens supressors de tumors pateixen alguna mutació o estan inactius, les cèl·lules no poden respondre normalment als punts de control del cicle cel·lular, o són incapaces de dur a terme una mort cel·lular programada si el dany de l'ADN és massa important. Això comporta un augment de mutacions i la incapacitat de la cèl·lula de deixar el cicle cel·lular quan hauria d'estar en estat de repòs. Quan els dos al·lels d'un gen supressor de tumors són inactius, i hi ha altres canvis a la cèl·lula que la mantenen creixent i dividint-se, les cèl·lules poden convertir-se en tumorigèniques.
En molts tumors, aquests gens no hi són o són inactius, per la qual cosa no hi intervenen reguladors negatius de la proliferació cel·lular, cosa que contribueix a la proliferació anormal de les cèl·lules tumorals.
A diferència dels oncogens (que produeixen tumors per l'activació dels protooncogens normals presents a la cèl·lula), els gens supressors de tumors intervenen en el procés tumoral si pateixen mutacions que els inactiven, és a dir, si es produeix una pèrdua de funció; aquest tipus de mutació té un efecte recessiu, perquè per eliminar l'activitat, han d'estar mutats els dos al·lels. Per aquesta raó, els gens supressors de tumors s'anomenen, de vegades, gens tumorals recessius.

## Identificació dels gens de supressió de tumors
Les primeres dades sobre aquests gens es van obtenir a partir d'experiments d'hibridació de cèl·lules somàtiques. La fusió de cèl·lules normals amb cèl·lules tumorals va donar com a resultat unes cèl·lules híbrides que contenien els cromosomes d'ambdós progenitors. En molts casos, les cèl·lules híbrides no eren capaces de formar tumors en animals. Per tant, semblava que hi havia gens procedents del progenitor cel·lular normal que suprimien el desenvolupament del tumor, però la caracterització bioquímica de gens a nivell molecular es va fer a partir de l'anàlisi de formes hereditàries poc freqüents de càncer en humans.
El model de funcionament dels gens supressors de tumors va ser proposat en primer lloc per Alfred Knudson a la dècada de 1970, per explicar el mecanisme hereditari del retinoblastoma, una malaltia autosòmica dominant. Knudson va proposar que, en les famílies afectades per la forma hereditària del retinoblastoma, es produeix un primer esdeveniment (hit) en la línia germinal que inactiva un dels dos al·lels de RB1 (el gen que produeix la predisposició al retinoblastoma). Com que l'altre al·lel seguia actiu, això només produirïa una disminució del 50% en la quantitat de proteïna activa, el qual té un efecte negligible. Knudson va proposar llavors que cal que es produeixi la pèrdua del segon al·lel de RB1 en un teixit somàtic perquè s'hi desenvolupi un tumor. Això duu a una paradoxa: tot i que la transmissió de la predisposició a desenvolupar un tumor és dominant (perquè només cal un al·lel mutat per transmetre la predisposició), el desenvolupament del tumor en si mateix és recessiu (perquè calen dos al·lels mutats per produir el tumor). El gen RB1 va ser clonat el 1986, essent un dels primers èxits del mètode de clonatge posicional. Com predeia la hipòtesi de Knudson, quan s'analitzaren els tumors del retinoblastoma utilitzant cDNA com a sonda a Northern blots, s'observà que hi havia tumors en els quals l'ARN missatger estava completament absent, mentre que en d'altres s'observava un ARNm de mida anormal. En altres casos, la mida de l'ARNm era normal, però la seqüenciació del mateix rebel·là la presència de mutacions puntuals que afectaven la funció de la proteïna. En cap cas s'observaren ARNm normals de RB1 en tumors del retinoblastoma.

## Funcions dels productes dels gens supressors de tumors
Les proteïnes codificades per la majoria dels gens supressors de tumors inhibeixen la proliferació o la supervivència de la cèl·lula. Per tant, la inactivació dels gens supressors de tumors comporta el desenvolupament del tumor eliminen proteïnes de regulació negativa. En diferents casos, les proteïnes supressores de tumors inhibeixen les mateixes vies reguladores que s'activen pels productes dels oncogens. Diferents gens supressors de tumors codifiquen per proteïnes reguladores de transcripció.
Altres dels productes dels gens supressors de tumors regulen la progressió del cicle cel·lular, essent capaços d'actuar com a oncogens. Els productes dels gens supressors de tumors inhibeixen la proliferació cel·lular, per tant, la seva pèrdua funcional dona lloc a una facilitat de proliferació de la cèl·lula.
Els productes d'aquests gens actuen a través de mecanismes molt diversos:
- Inhibint la progressió de les cèl·lules a través del cicle cel·lular.
- Fent que les cèl·lules entrin en apoptosi.
- Mantenint l'estabilitat del genoma (replicació, reparació i segregació).

A diferència dels protooncogens, per als gens de supressió de tumors és necessari que els dos al·lels estiguin inactivats perquè s'alteri el comportament cel·lular. Els gens supressors de tumors pertanyen a diferents tipus de proteïnes, com factors de creixement, d'adhesió cel·lular, control del cicle cel·lular, factors de transcripció, reparació de l'ADN, etc.
Actualment es coneixen tres formes d'inactivació d'aquests gens:
- Per mutacions puntuals, essent les més freqüents les que condueixen a canvis en el marc de lectura del gen, mutacions que condueixen a codons d'aturada (codons STOP) i mutacions de canvi d'aminoàcid.
- Per deleció. Freqüentment, la deleció inclou a més a gens veïns del gen supressor de tumor.
- Per metilació. La citosina de l'ADN pot metilar-se si es troba en una posició anterior a una guanina. Aquesta seqüència CpG (p significa fòsfor) es repeteix en unes regions anomenades illes CpG, que es troben en les regions promotores dels gens anomenats housekeepers o gens que s'expressen en totes les cèl·lules. Si aquestes regions es metilen, no permeten l'expressió del gen de manera que a la pràctica el resultat és el mateix que si no hi hagués el gen o estigués mutat.

La contribució d'aquests gens a la supressió de tumors es realitza bàsicament de tres maneres:
1. Repressió dels gens que són essencials en la continuació del cicle cel·lular. Si aquests gens no s'expressen, el cicle de la cèl·lula s'aturarà, i efectivament s'ha d'inhibir la divisió de la cèl·lula.
2. Relació entre el cicle cel·lular i el dany a l'ADN. Com més lesions hi hagi a l'ADN, menys es dividirà la cèl·lula, ja que les alteracions en l'ADN es detecten pels punts de control del cicle cel·lular, que produeixen una aturada en la progressió del cicle. Si el dany pot ser reparat, la cèl·lula pot continuar la seva progressió a través del cicle cel·lular i dividir-se.
3. Si el dany no pot ser reparat, la cèl·lula ha d'iniciar l'apoptosi, la mort cel·lular programada, per eliminar l'amenaça que representa per a la major part de l'organisme: si adquireix mutacions tumorigèniques i es divideix, passarà les noves característiques a les cèl·lules filles, augmentant la població de cèl·lules perilloses.

Com els oncogens, els gens supressors de tumors tenen funcions diverses en la regulació del creixement, la diferenciació cel·lular i la mort cel·lular programada (apoptosi).

## Paper dels oncogens i dels gens supressors al desenvolupament d'un tumor
El desenvolupament del càncer és un procés amb nombroses etapes en què les cèl·lules sanes progressen de manera gradual fins a convertir-se en cèl·lules canceroses. En aquestes etapes, tant l'activació dels oncogens com la inactivació dels gens supressors de tumors són passos crítics en la iniciació i progressió del tumor. Amb el pas del temps, el dany acumulat en diversos gens és el responsable de l'increment de la capacitat de proliferar, d'envair altres teixits i de generar metàstasi, tret característic de cèl·lules canceroses.
On millor s'entén el paper que desenvolupen les nombroses alteracions genètiques és en els carcinomes del còlon. Aquests tumors impliquen mutacions d'oncogens o gens supressors de tumors amb quatre activitats diferents:
- Oncògens res o raf que afecten a la via ERK.
- Proteïnes supressores de tumors implicades en la senyalització de TGF-β.
- Components supressors de tumors de la via Wnt.
- p53.

Amb les diverses lesions que s'han vist en mostres quirúrgiques del desenvolupament del càncer de còlon, es poden relacionar les alteracions genètiques amb els diferents estadis de la progressió tumoral.

## Tipus de gens supressors segons la seva funció

### Gens supressors de tumors "guardians" (gatekeepers)
Aquests gens troben en les síndromes de càncer hereditari autosòmic dominants. La seva funció és regular directament el creixement cel·lular. Bloquegen el desenvolupament de tumors en regular la transició de les cèl·lules a través dels punts de control del cicle cel·lular o mitjançant l'estimulació de la mort cel·lular programada, amb control de la divisió i la supervivència cel·lulars. Les mutacions amb pèrdua de funció als gens guardians donen lloc a una mutació cel·lular incontrolada.
Els gens supressors de tumors guardians codifiquen:
- Els reguladors de diversos punts de control del cicle cel·lular.
- Els mediadors de la mort cel·lular programada.

#### Retinoblastoma: RB1
El retinoblastoma és el prototip de les malalties degudes a la mutació en un gen de supressió tumoral, és un tumor infreqüent que s'origina a la retina dels lactants i que té una incidència d'aproximadament 1/20.000 nadons.
Pot ser hereditari en el 40% dels casos; aquests nens hereten un al·lel mutat (primer hit) en el locus retinoblastoma (RB1) a través de les cèl·lules germinals. Una mutació somàtica o qualsevol altra alteració en una única cèl·lula de la retina dona lloc a la pèrdua de la funció d'al·lel normal restant, que inicia el desenvolupament d'un tumor. Aquest trastorn s'hereta de manera dominant a causa de la presència d'un elevat nombre de retinoblastoma primordials i la seva ràpida taxa de proliferació, la qual cosa fa que sigui molt probable que es produeixi una mutació somàtica (segon hit) en un o més dels retinoblastoma existents. Atès que les possibilitats del segon hit en la forma hereditària són tan elevades, aquest esdeveniment passa sovint en més d'una cèl·lula, de manera que els heterozigots per aquesta malaltia pateixen sovint tumors múltiples que afecten en ambdós ulls. D'altra banda, l'aparició del segon hit és un fenomen de tipus casual i no passa en tots els casos, per tant, la penetració del gel del retinoblastoma és elevada encara que incompleta.
El 60% restant dels casos és de caràcter esporàdic (no hereditari), en aquest cas ambdós al·lels RB1 d'una cèl·lula han estat inactivats de forma independent. Generalment, el retinoblastoma només es localitza en un ull. Una diferència entre els tumors hereditaris i esporàdics és el fet que l'edat mitjana dels pacients quan s'inicia la forma esporàdica pertany a la primera infància, és a dir, més tard que la dels lactants amb la forma hereditària.
D'altra banda, tot i Rb es va identificar en un càncer infantil poc comú, també intervé en alguns tumors més comuns dels adults. El gen Rb és inactiu en carcinomes de bufeta, mama i pulmó. Així, mutacions del gen Rb contribueixen al desenvolupament d'una part important dels càncers humans més comuns. A més, la proteïna Rb és una diana important de les proteïnes oncogèniques de diversos virus tumorals d'ADN, com el virus del papil·loma humà.
És una proteïna supressora de tumors que controla el punt de control G1 / S del cicle cel·lular. Aquest gen es localitza en el cromosoma 13.
El producte del gen RB1 és una fosfoproteïna denomina p110 RB1 que presenta hipofosforilació i després hiperfosforilació en les diferents etapes del cicle cel·lular. En el seu estat hipofosfatat bloqueja la progressió del cicle cel·lular en el límit entre les fases G1 i S, inhibint l'inici de la fase S mitjançant la seva unió a factors de transcripció que estimulen la síntesi de DNA, amb inactivació d'aquests. A mesura que la proteïna es va fosforilant, allibera els seus elements d'unió a proteïnes facilitant l'inici de la fase S en la cèl·lula, i després pateix una desfosforilació progressiva durant el curs del cicle cel·lular, que fa que torni a bloquejar l'inici de la fase S en el cicle cel·lular següent. La pèrdua d'aquest gen priva les cèl·lules d'un punt de control mitòtic important i permet la proliferació incontrolada. Així, el gen RB1 és un gen supressor de tumor guardià prototípic.
En fer investigacions sobre els polimorfismes de l'ADN en la regió propera al locus RB1 es va veure que els nens amb retinoblastoma que són heterozigots en locus polimòrfics propers al gen RB1 en els teixits normals, presentaven tumors que contenien al·lels corresponents a només un dels seus dos cromosomes 13 homòlegs, el que revela una pèrdua d'heterozigosis. Aquest és el fenomen de mutació tumoral del segon al·lel, el silvestre. És un pas essencial per a l'expressió dels càncers hereditaris. La pèrdua de heterozigositat és el mecanisme mutacional més habitual a través del qual s'altera en els heterozigots la funció de l'al·lel RB1 normal restant. La pèrdua de heterozigositat pot ser deguda a una deleció completa del cromosoma 13 o a una deleció intersticial, encara que també hi ha altres mecanismes com la recombinació mitòtica.

#### Síndrome de Li-Fraumeni: TP53
Hi ha "càncers familiars" infreqüents en què hi ha una història de moltes formes diferents de càncer, amb afectació de diversos familiars a edats primerenques, i amb transmissió hereditària mitjançant un patró autosòmic dominant. Aquest fenotip de gran variabilitat rep el nom de síndrome de Li-Fraumeni (LFS, Li-Fraumeni syndrome). S'ha comprovat que els membres afectats de les famílies amb LFS són portadors d'una forma mutant del gen TP53 en forma d'una mutació en les cèl·lules germinals. Atès que el gen TP53 queda inactivat en les formes esporàdiques de molts dels càncers que apareixen en el LFS, es considera que és un candidat al gen defectuós causant del LFS.
Aquest gen codifica la proteïna p53 que és una proteïna d'unió a l'ADN i és un component important de la resposta cel·lular enfront de la lesió del mateix ADN. A més és un factor de transcripció que activa la transcripció de gens que interrompen la divisió cel·lular i que faciliten la reparació de les alteracions de l'ADN. La p53 també està implicada en la inducció de l'apoptosi en cèl·lules que han patit una lesió irreparable de l'ADN. Per tant, la pèrdua de la funció d'aquesta proteïna permet la supervivència de les cèl·lules amb ADN alterat, el que dona lloc a una possible propagació de mutacions oncogèniques. Per això, el gen TP53 es coneix com el "guardià del genoma".

#### Neurofibromatosis tipus 1: NF1
La NF1 és una malaltia autosòmica bastant freqüent que afecta el sistema nerviós perifèric i es caracteritza per l'aparició d'un elevat nombre de neurofibromes benignes. També hi ha alguns tumors malignes poc freqüents que presenten una major incidència en una minoria de pacients amb NF1. Entre els tumors malignes es poden destacar: el neurofibrosarcoma, l'astrocitoma, els tumors malignes originats en les cèl·lules de Schwann i la leucèmia mieloide crònica infantil; aquests tumors són infreqüents en els pacients sense NF1. El creixement cel·lular anòmal observat en la NF1 suggereix que el gen normal pot actuar en la regulació de la divisió cel·lular en el teixit neural.
El gen NF1 es localitza al cromosoma 17. El producte normal produït per aquest gen interacciona amb un membre desconegut de la família de gens RAS per a la regulació de l'activitat proliferativa en les cèl·lules normals. El gen NF1 mutant pot ser incapaç de regular el creixement en les cèl·lules normals de les quals deriven els neurofibromes, el que produeix un creixement excessiu amb formació de tumors. Per tant, el gen NF1 és un gen supressor de tumors.

### Gens "cuidadors" o "de manteniment" (caretakers)
Es troben a les síndromes de càncer autosòmic dominant. Estan implicats en la reparació de les alteracions de l'ADN i en el manteniment de la integritat del genoma. La pèrdua de funció dels gens cuidadors permet l'acumulació de mutacions en els oncogens i en els gens guardians, el que dona lloc, en conjunt, a la iniciació i la promoció del càncer.
Els gens supressors de tumors cuidadors codifiquen:
- Les proteïnes responsables de la detecció i la reparació de les mutacions.
- Les proteïnes implicades en les disjuncions cromosòmiques normals durant la mitosi.
- Els components del dispositiu de mort cel·lular programada.

#### Càncer de mama familiar: BRCA1 i BRCA2
El càncer de mama té un fort component genètic, el risc de càncer de mama en una dona augmenta fins a 3 vegades si es té un familiar afectat en primer grau i fins a 10 vegades si es té més d'un familiar en primer grau afectat per aquesta malaltia.
Estudis de lligament genètic efectuats en famílies amb càncer de mama familiar i d'inici en edats primerenques van donar lloc al descobriment de mutacions en dos gens que incrementen la susceptibilitat del càncer de mama, BRCA1 en el cromosoma 17 i BRCA2 en el cromosoma 13. En conjunt, tots dos loci expliquen aproximadament la meitat i la tercera part dels casos de càncer de mama familiar amb transmissió dominant. Les mutacions en aquests gens també s'associen a un increment en el risc de càncer ovàric en els heterozigots de sexe femení.
Els productes d'aquests gens són proteïnes nuclears contingudes en aquest complex multiproteic. Aquest complex està implicat en la resposta cel·lular enfront de les fragmentacions de l'ADN bicatenari. El teixit tumoral dels heterozigots per les mutacions BRCA1 i BRCA2 mostren pèrdua de heterocigosidad amb pèrdua del lel normal.

#### Càncer de còlon familiar: APC, MLH, MSH2 i MSH6
1. Poliposi de còlon familiar: el càncer colorectal és un tumor maligne de l'epiteli del còlon i del recte, i constitueix una de les formes més freqüents de càncer. Una petita proporció de casos de càncer de còlon es deu al trastorn autosòmic dominant denominat poliposi adenomatosa familiar (FAP, familial adenomatous polyposis) i a una variant d'aquest, la síndrome de Gardner. El gen responsable és l'APC, que es localitza en el cromosoma 5. Aquest gen codifica una proteïna citoplasmàtica que regula la proteïna bifuncional anomenada β-catenina. Aquesta proteïna actua com a enllaç entre la porció citoplasmàtica de les molècules d'adhesió cel·lular transmembrana i l'esquelet d'actina, i també és un activador de la transcripció. En condicions normals, quan l'epiteli colònic roman intacte i no és necessària la proliferació cel·lular, la major part de la β-catenina es troba formant un complex proteic de grans dimensions. El gen APC indueix la fosforilació i la degradació de la β-catenina no lligada al complex, el que fa que les concentracions d'aquesta proteïna lliure a la cèl·lula siguin baixes. La pèrdua del gen APC provoca l'acumulació de β-catenina citoplasmàtica lliure que pateix translocació cap al nucli, on activa la transcripció de gens de proliferació cel·lular. Per tant, el APC és un gen supressor de tumors guardià.
2. Càncer de còlon hereditari no associat a poliposi (HNPCC): es caracteritza per la transmissió autosòmica dominant del càncer de còlon, que s'inicia durant l'etapa adulta encara que a una edat jove i sense associació amb els pòlips adenomatosos que s'observen en la FAP. L'HNPCC és un grup de cinc síndromes canceroses familiars causades per mutacions en un de cinc gens específics de reparació de l'ADN responsables de la reconstitució dels segments d'ADN en què s'ha produït una alteració en l'aparellament de bases. Els gens MLH, MSH2 i MSH6 són responsables en conjunt de la major part dels HNPCC. Els gens HNPCC són gens supressors de tumors prototípics. El patró hereditari autosòmic dominant del HNPCC té lloc a través de l'herència d'un al·lel mutant seguit de la mutació o inactivació de l'al·lel normal restant en una cèl·lula somàtica. A nivell cel·lular, el fenotip més cridaner de les cèl·lules que no tenen tots dos al·lels en un d'aquests gens causa un augment el nombre de mutacions puntuals i en la inestabilitat dels segments d'ADN que contenen seqüències repetitives úniques, com els polimorfismes microsatèl·lits. Es considera que l'ADN microsatèl·lit és molt vulnerable a la incorrecció en l'aparellament de les bases pel fet que quan se sintetitzen seqüències de repetició d'ADN curtes en tàndem és més fàcil que es produeixi una lliscament de la cadena motlle.

### Gens "cuidadors" en les síndromes d'inestabilitat cromosòmica autosòmic recessius
Aquests trastorns autosòmics recessius, com la xerodèrmia pigmentada, l'anèmia de Fanconi, etc. es deuen a la pèrdua de funció de proteïnes necessàries per a la reparació o replicació normals de l'ADN. Per tant, els gens alterats en les síndromes d'inestabilitat cromosòmica poden ser considerats com a gens supressors de tumors cuidadors.
Tot i que les síndromes d'inestabilitat cromosòmica són trastorns autosòmics recessius infreqüents, els heterozigots per a aquests defectes genètics són més habituals i semblen presentar un increment en el risc de tumors malignes.

## Exemples de gens supressors de tumors
| Gen              | Tipus de càncer                                                      |
| ---------------- | -------------------------------------------------------------------- |
| RB1              | Retinoblastoma, carcinoma microcític pulmonar, carcinoma mamari      |
| TP53             | Síndrome de Li Fraumeni                                              |
| DCC              | Càncer colorrectal                                                   |
| MLH1, MSH2, MSH6 | HNPCC                                                                |
| CDKN2A           | Melanoma familiar                                                    |
| ATM              | Ataxia telangiectasia; prova d'implicació directa al càncer de mama. |
| CHK2             | Càncer pulmonar, càncer de mama                                      |
| DPC4             | Poliposis juvenil                                                    |
| APC              | Carcinoma de colon/recte                                             |
| BRCA1            | carcinomes de mama i ovari                                           |
| BRCA2            | Carcinoma de mama                                                    |
| INK4             | Melanoma, carcinoma de pulmó, tumors cerebrales, leucèmies, limfomes |
| NF1              | Neurofibromatosis-1                                                  |
| NF2              | Neurofibromatosis-2                                                  |
| PTCH             | Carcinoma de les cèl·lules basals                                    |
| PTEN             | Tumors cerebrals, melanoma, carcinomes de veixiga, pulmó i mama      |
| Smad2            | Carcinoma de còlon/recte                                             |
| Smad4            | Carcinoma de còlon/recte, carcinoma pancreàtic                       |
| TβRII            | Carcinoma de còlon/recte, carcinoma gàstric                          |
| VHL              | Carcinoma de cèl·lules renales                                       |
| WT1              | Tumor de Wilms                                                       |